# Nikołaj Matwiejew
Nikołaj Michajłowicz Matwiejew (ros. Никола́й Миха́йлович Матве́ев, ur. 10 maja?/22 maja 1876 we wsi Bogdat w obwodzie zabajkalskim, zm. 20 kwietnia 1951 w Moskwie) – radziecki działacz państwowy.

## Życiorys
Skończył szkołę junkrów w Irkucku i szkołę górniczą (1896), pracował jako mierniczy, 1917 wstąpił do SDPRR(b). W 1918 był zastępcą komisarza ds. wojskowych Zabajkalskiej Rady Komisarzy Ludowych, w lutym 1918 został ludowym komisarzem spraw wewnętrznych Komitetu Organizacji Radzieckich, a 14 marca 1918 przewodniczącym Komitetu Organizacji Radzieckich w obwodzie zabajkalskim; był także członkiem Syberyjskiej Rady Komisarzy Ludowych. Po zajęciu Syberii przez białych działał nielegalnie, został aresztowany, a w lutym 1920 uwolniony po zajęciu Syberii przez Armię Czerwoną, później był kierownikiem Wydziału Politycznego Nadamurskiej Armii Partyzanckiej i członkiem Komitetu Wykonawczego Rady Błagowieszczeńskiej. W grudniu 1920 został wojskowym ministrem Republiki Dalekiego Wschodu, od 15 września 1921 do 15 listopada 1922 był przewodniczącym Władz Republiki Dalekiego Wschodu (odpowiednikiem prezydenta), od 18 września 1922 członkiem Dalekowschodniego Biura KC RKP(b), a od 1923 pracownikiem Ludowego Komisariatu Handlu RFSRR. Od grudnia 1926 do maja 1927 był konsulem generalnym ZSRR w Tiencinie, później konsulem ZSRR w Korei, potem działaczem partyjnym i gospodarczym. Został pochowany na Cmentarzu Nowodziewiczym.